# Ивацевичи
Ивацевичи (блр. Івацэвічы; рус. Ивацевичи) су град у југозападном делу Републике Белорусије и административни су центар Ивацевичког рејона Брестке области. 
Према процени из 2012. у граду је живело 23.269 становника.

## Географија
Град лежи на обалама реке Гривде (десне притоке реке Шчаре) и налази се у јужном делу Ивацевичког рејона. 

## Историја
Насеље Ивацевичи се први пут помиње у писаним изворима 1519. године. Интензивније је почело да се развија након градње железнице која је из правца Москве ишла ка Бресту и пролазила преко овог насеља (1871). 
Ивацевичи су од 1921. до 1939. били насеље у оквирима Косавског повјата Полеског војводства. У насељу је 1935. живело свега 1.500 становника. Од 1939. саставни су део Белорусије (тада Белоруска ССР). 
Радничко насеље Ивацевичи је 1947. административно уређено као варошица, а статус службеног града рејонске субординације има од 28. маја 1966. године.

## Становништво
Према процени, у граду је 2012. живело 23.269 становника.
| 1979.  | 1989.  | 1999.  | 2009.  | 2012.  |
| ------ | ------ | ------ | ------ | ------ |
| 11.178 | 17.219 | 17.219 | 22.958 | 23.269 |